# Крчма на главном друму
„Крчма на главном друму“ је југословенски филм из 1969. године. Режирао га је Љубомир Драшкић, који је написао и сценарио по делу Антона Чехова.

## Улоге
| Глумац                  | Улога |
| ----------------------- | ----- |
| Мија Алексић            |       |
| Љубиша Бачић            |       |
| Светлана Бојковић       |       |
| Рахела Ферари           |       |
| Невенка Микулић         |       |
| Никола Милић            |       |
| Божидар Павићевић Лонга |       |
| Бранко Плеша            |       |
| Никола Симић            |       |
| Виктор Старчић          |       |